# Pseudophilomedes
Pseudophilomedes is een geslacht van kreeftachtigen uit de klasse van de Ostracoda (mosselkreeftjes).

## Soorten
- Pseudophilomedes ambon Kornicker, 1984
- Pseudophilomedes angulata G.W. Müller, 1894
- Pseudophilomedes darbyi Kornicker, 1989
- Pseudophilomedes ferulana Kornicker, 1958
- Pseudophilomedes fornix Kornicker, 1994
- Pseudophilomedes inflata (Brady & Norman, 1896) Mueller, 1912
- Pseudophilomedes kylix Kornicker & Iliffe, 1989
- Pseudophilomedes polyancistra Kornicker, 1984
- Pseudophilomedes tetrathrix Kornicker & Caraion, 1977
- Pseudophilomedes thalassa Kornicker & Caraion, 1977
- Pseudophilomedes zeta Kornicker, 1984

Niet geaccepteerde soorten:
- Pseudophilomedes foveolata Mueller, 1894 geaccepteerd als Philomedes foveolatus (Mueller, 1894)
- Pseudophilomedes polyancistrus Kornicker, 1984 geaccepteerd als Pseudophilomedes polyancistra Kornicker, 1984